# Josef Schetty

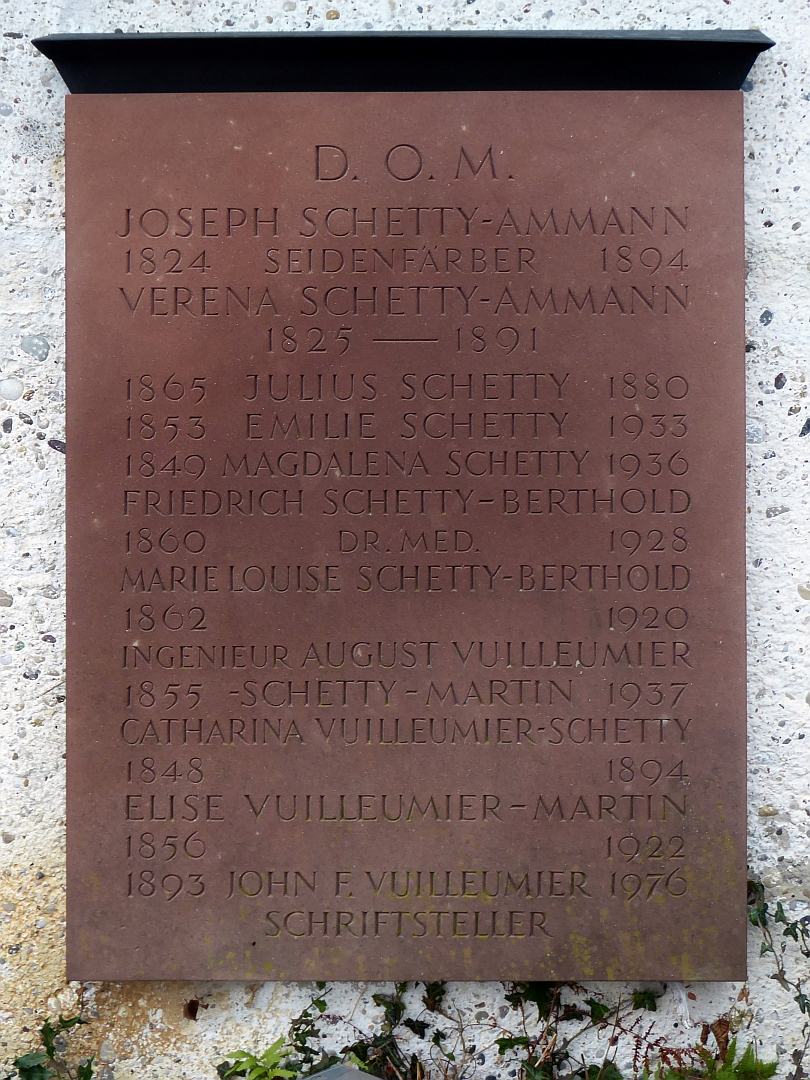
Familiengrab, Friedhof am Hörnli, Riehen, Basel-Stadt

Josef Schetty (* 26. Dezember 1824 in Basel; † 4. Januar 1894 ebenda) war ein Schweizer Färbereiunternehmer.
Nach einer Lehre in einer Färberei gründete er 1853 die Unternehmung Schetty & Söhne. Im Lauf der Jahrzehnte baute er diese zur grössten Basler Färberei aus, sie bestand bis 1984. Von 1870 bis 1894 war er parteiloses Mitglied des Grossen Rats von Basel-Stadt, ausserdem war er von 1873 bis 1883 Kommandant der Feuerwehr.